# Алфа Ромео 155
Алфа Ромео 155 је аутомобил који је производила италијанска фабрика аутомобила Алфа Ромео од 1992. до 1998. године.

## Историјат
Алфа 155 је представљена јануара 1992. године у Барселони, а први пут је јавно приказана на салону аутомобила у Женеви марта исте године. Направљена је да замени модел 75 и заснована је на матичној платформи Фијат групе Type Three, као и Фијат темпра и Ланча дедра. Била је нешто већа по димензијама од 75-ице. Алфу 155 је дизајнирала италијанска дизајнерска кућа I.DE.A Institute.
Иако је била угластог дизајна, била је прилично аеродинамична. Дизајном каросерије је постигнут изузетан коефицијент отпора ваздуха од 0,29. Функционална унутрашњост је пратила тадашње трендове, а међуосовинско растојање од 2540 мм нудило је солидну пространост. То се односило и на велики пртљажни простор од 525 литара.
Најзначајнија техничка промена у односу на претходника била је промена у распореду погона на предње точкове, због чега су многи новинари и фанови били незадовољни.

### Измене
Године 1993, добија нову предњу маску, стара „равна” маска је замењена новом увученијом која јој додатно наглашава спортски изглед. Алфа 155 је 1995. године детаљније подвргнута козметичким и механичким детаљима. Спољашњи део добија тзв. wide-body каросерију која се огледа у ширим предњим и задњим крилима, централни део маске које је до тада било у боји возила постаје хромирано, бочни мигавци из правоугаоног прелазе у елипсасти облик, а ознаке на задњем делу возила са гепека померају на простор изнад браника, а испод стоп-светала. У ентеријеру су урађене минималне промене. Од мотора, стара гама је потпуно замењена новим 16V моторима, који су добили каиш уместо ланца и углавном остали истих запремина као и претходни од 8 вентила, с тим што мотор од 1.7 постаје 1.6.

### Мотоспорт
Постигла је изузетне резултате у немачком тјуринг тркачком шампионату (DTM). За погон је био задужен мотор 2.5 V6 са 490 КС и погоном на сва четири точка. Алесандро Нанини и Никола Ларини постигли су 11 победа у сезони 1993, а исти успех су остварили и следеће године.
Између 1992. и 1994. године, Алфа 155 је успела да освоји италијански, немачки (Нанини и Ларини), шпански (са Адријаном Кампосом) и британски шампионат тјуринг (са Габриелом Таркинијем).

### Производња
Производња је престала 1998. године представљањем Алфе 156, која је сушта супротност, између осталог угласти дизајн је замењен облим линијама. Произведено је укупно 192.618 аутомобила.

## Мотори
| Модел            | Цилиндри/вентили | Запремина        | Снага            | Обртни момент       | 0–100 km/h       | Брзина           | Напомена         |
| Бензински мотори | Бензински мотори | Бензински мотори | Бензински мотори | Бензински мотори    | Бензински мотори | Бензински мотори | Бензински мотори |
| ---------------- | ---------------- | ---------------- | ---------------- | ------------------- | ---------------- | ---------------- | ---------------- |
| 1.7 Twin Spark   | 4/8              | 1749 cm³         | 84 kW (115 КС)   | 146 Nm при 3500 rpm | 10,6 сек.        | 191 km/h         |                  |
| 1.8 Twin Spark   | 4/8              | 1773 cm³         | 98 kW (129 КС)   | 165 Nm при 5000 rpm | 10,3 сек.        | 200 km/h         |                  |
| 2.0 Twin Spark   | 4/8              | 1995 cm³         | 104 kW (143 КС)  | 187 Nm при 5000 rpm | 9,3 сек.         | 205 km/h         |                  |
| 2.5 V6           | 6/12             | 2492 cm³         | 120 kW (166 КС)  | 216 Nm при 4500 rpm | 8,4 сек.         | 215 km/h         |                  |
| Q4 турбо         | 4/16             | 1995 cm³         | 137 kW (190 КС)  | 291 Nm при 2500 rpm | 7,0 сек.         | 225 km/h         |                  |
| 1.6 Twin Spark   | 4/16             | 1598 cm³         | 88 kW (120 КС)   | 144 Nm при 4500 rpm | 11,4 сек.        | 195 km/h         | од 1995          |
| 1.8 Twin Spark   | 4/16             | 1747 cm³         | 103 kW (140 КС)  | 165 Nm при 4000 rpm | 10,0 сек.        | 205 km/h         | од 1995          |
| 2.0 Twin Spark   | 4/16             | 1970 cm³         | 110 kW (150 КС)  | 187 Nm при 4000 rpm | 9,0 сек.         | 210 km/h         | од 1995          |
| Дизел мотори     |                  |                  |                  |                     |                  |                  |                  |
| 1.9 TD           | 4/8              | 1929 cm³         | 66 kW (90 КС)    | 186 Nm при 2500 rpm | 13,5 сек.        | 180 km/h         |                  |
| 2.5 TD           | 4/8              | 2500 cm³         | 92 kW (125 КС)   | 294 Nm при 2000 rpm | 10,4 сек.        | 195 km/h         |                  |

## Галерија
- Алфа Ромео 155 Q4
- Задњи део
- Поглед са стране, прва серија